# Nínox de Camiguin
El nínox de Camiguin (Ninox leventisi ) és una espècie d'ocell de la família dels estrígids (Strigidae). Habita la selva humida des de la costa fins als 1000 m, de l'illa de Camiguin, a les Filipines. El seu estat de conservació es considera vulnerable.
És una espècie recentment descrita, arran els treballs de Rasmussen et al. 2012.